# Anne-Kathrin Vogt
Anne-Kathrin Vogt (* 12. November 1968 in Berlin) ist eine ehemalige deutsche Basketballspielerin.

## Laufbahn
Vogt entstammt der Jugendarbeit des TuS Lichterfelde. Sie nahm 1984, 1985 und 1986 an Europameisterschaften im Jugendbereich teil. Bei der Junioren-EM 1985 war Vogt mit 11,3 Punkten je Begegnung beste Korbschützin der BRD-Auswahl, ebenso bei der Junioren-EM 1986 (13 Punkte/Spiel). Zwischen Juli 1987 und Mai 1992 bestritt sie 79 A-Länderspiele für Deutschland, ihren Punktehöchstwert (17) erzielte sie im April 1988 während eines Freundschaftsspiels gegen die Volksrepublik China.
Auf Vereinsebene gewann Vogt 1990 mit Agon Düsseldorf die deutsche Meisterschaft. 1995 wurde sie mit Wemex Berlin Vizemeisterin. 1996 zog sie sich aus dem Leistungssport zurück. 1999 veröffentlichte sie in der sportwissenschaftlichen Zeitschrift Leistungssport gemeinsam mit Ursula Vogt (Professorin am Institut für Sportwissenschaft der Freien Universität Berlin) den Aufsatz Möglichkeiten der Beeinflussung psychischer Leistungsfaktoren im Basketball.